# Naveen Jain

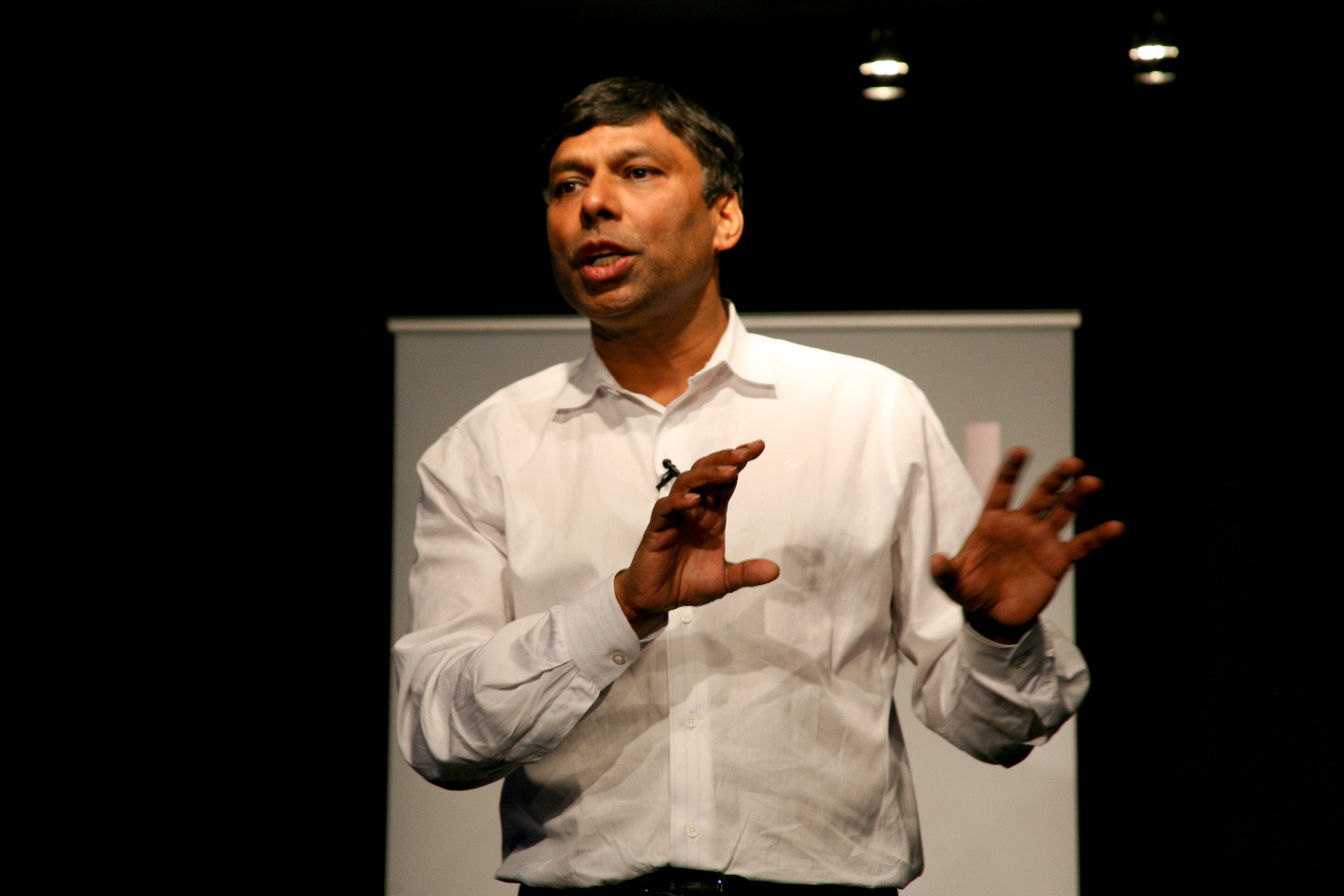
Naveen Jain (2013)

Naveen K. Jain (* 6. September 1959) ist Geschäftsführer, Unternehmer und Gründer und ehemaliger CEO von InfoSpace. InfoSpace wurde kurzzeitig vor der Dot-Com-Blase zu einem der größten Internetunternehmen in Nordamerika. Im Jahr 2010 war Jain Mitbegründer und Vorstandsvorsitzender von Moon Express. 2016 gründete er das Unternehmen Viome.

## Frühes Leben
Naveen Jain wurde 1959 in Indien geboren. Er wuchs in New Delhi and später in Dörfern in der Region Uttar Pradesh.
Jain zog 1979 nach Roorkee um, um sein Studium in Ingenieurwissenschaften an der Indian Institute of Technology Roorkee zu beginnen. Er wanderte im selben Jahr in die Vereinigten Staaten aus.

## Frühe Karriere
Jains erster Job nach dem College im Jahr 1983 war bei Burroughs (jetzt bekannt als Unisys) in New Jersey als Teil eines Business-Austauschprogramms. Er zog wegen des wärmeren Klimas ins Silicon Valley und arbeitete für „eine Reihe von Startups“, bevor er 1989 zu Microsoft kam. Jain arbeitete unter anderem an OS/2, MS-DOS, Windows NT und Windows 95. Er erhielt drei Patente im Zusammenhang mit Windows 95 und wurde vor allem durch seine Arbeit als Programm-Manager bekannt.
Jain kam in das Managementteam von Microsoft Network, bevor es gestartet wurde. Laut Red Herring wurde er nach acht Jahren im Unternehmen unzufrieden und sagte, er habe nicht das Gefühl, dass eine einzige Person bei einem großen Unternehmen wie Microsoft einen Unterschied machen könnte. Naveen Jain arbeitete an der Einführung von Microsoft Network (MSN), als Netscape Communications 1995 bei einem Börsengang 2,2 Milliarden Dollar sammelte. Der Börsengang von Netscape galt als Beginn der Dotcom-Blase, weil er zeigte, dass Internetunternehmen große IPOs durchführen können, ohne zuerst einen Gewinn zu erzielen. Naveen verließ Microsoft, um InfoSpace in diesem Jahr zu starten, mit dem Ziel, so schnell wie möglich einen eigenen Börsengang durchzuführen.

## Familie
Jain heiratete 1988 und zog mit seiner Familie nach Seattle. Er hat drei Kinder.